# Kjersti Annesdatter Skomsvold
Kjersti Annesdatter Skomsvold é uma escritora norueguesa, nascida em Lutvann, perto de Oslo, em 1979. Ela fez a sua estreia literária com o romance Jo fortere jeg går, jo mindre er jeg (Quanto Mais Depressa Ando, Mais Pequena Sou), que ganhou o Prémio Tarjei Vesaas 2009 como escritor estreante  Tarjei Vesaas' Debutant Prize (partilhado com  Eivind Hofstad Evjemo), foi nomeado para o Norwegian Booksellers' Prize e foi traduzido para várias línguas.O seu primeiro romance foi traduzido para português pela Editora Eucleia de Vila Nova de Gaia, em outubro de 2011.

## Obras
- 2009: Jo fortere jeg går, jo mindre er jeg (Quanto Mais Depressa Ando, Mais Pequena Sou)
- 2012: Monstermenneske
- 2013: Litt trist matematikk

## Prémios/Prêmios
- 2009: Tarjei Vesaas como escritora estreante